# Nyssodrysternum spilotum
Nyssodrysternum spilotum es una especie de escarabajo longicornio del género Nyssodrysternum, tribu Acanthocinini, subfamilia Lamiinae. Fue descrita científicamente por Monné en 1975.

## Descripción
Mide 7-10,1 milímetros de longitud.

## Distribución
Se distribuye por Bolivia y Brasil.